# 엄마는 못말려
《엄마는 못말려》는 1996년에 방영되었던 SBS 드라마이며 모자보건 측면을 고려하지 않은 채 흥미 위주로 "늦둥이 출산"을 다루었다는 지적 탓인지 1년을 버티지 못했는데 당시 SBS는 1992년 5월 종영된 《여성극장》이후 정규 단막극을 한동안 편성하지 않은 것이 컸다.

## 제작진
- 극본 : 김남
- 연출 : 손홍조

## 출연진
- 현석
- 김영란
- 사미자
- 안경용
- 이성용
- 이지은

## 결방
- 1996년 4월 19일 - <월드컵 유치기원 국제 예술축제> 편성[3]